# 1 Pułk Piechoty Królestwa Prus
1 Pułk Piechoty Królestwa Prus - pułk piechoty staropruskiej, sformowany w 1657 jako pułk piechoty Brandenburgii-Prus, państwa istniejącego na mapie Europy w latach 1618-1701.

## Szefowie pułku

### Przed powstaniem Królestwa
- 1657 von Pöllnitz
- 1679 von Wrangel
- 1684 von Schöning
- 1691 von Flemming
- 1693 von Barfus

### Po powstaniu Królestwa
- 1702 Alexander Hermann Graf v. Wartensleben
- 1723 17.04. Caspar Otto v. Glasenapp
- 1742. 01.08. Hans Christoph Friedrich Graf v. Hacke
- 1756 27.05. Hans Carl v. Winterfeldt
- 1758 05.01. Johann Siegmund v. Lattorff
- 1760 05.02. Carl Christoph v. Zeuner
- 1768 06.02. Ernst Julius v. Koschembahr
- 1776 20.10. Christian Friedrich v. Bandemer
- 1778. 23.03. Ludwig Gottlob v. Kalckreuth
- 1778 30.04. Hans Ehrentreich v. Bornstedt
- 1792 04.12. Johann Ernst v. Kunheim